# 小野敦子
小野 敦子（おの あつこ、1927年〈昭和2年〉5月2日 - ）は、日本の女優。広島県出身。身長146cm、体重43.5kg。本名は松本 敦子（旧姓、小野）。東京女子厚生専門学校卒業。

## 人物
広島県賀茂郡（後の安芸津町。現在の東広島市）で生まれる。
1943年、新生新派に入り、舞台で活動。退団後はラジオでの活動も開始する。1949年に木の実座を結成。グループ・てえぶら、東京俳優生活協同組合、希楽星に所属していた。

## 出演

### テレビドラマ
NHK
- うわさの委員会（1975年11月30日）
- 風と雲と虹と（1976年） - 詮子の侍女
- 黄金の日日（1978年） - しまの母 役
- 峠の群像（1982年） - 近藤新吾の母 役
- いのち（1986年） - フキ 役
- 茂七の事件簿 新ふしぎ草紙（2002年）
- 愛と友情のブギウギ（2005年）

日本テレビ
- 喰いタン（2006年）
- 探偵学園Q（2007年） - 佐々木まどかの祖母 役
- セクシーボイスアンドロボ（2007年） - 斉藤さん 役
- 赤鼻のセンセイ（2009年）
- 曲げられない女（2010年）
- Q10（2010年）

TBS
- 噂の刑事トミーとマツ 第13話（1980年） - マツの聞込みを受ける女将
- こちら本池上署（2002年）
- ねじれた絆〜赤ちゃん取り違え事件の真実〜（2006年）
- 怪談新耳袋（2006年） - 鈴木ヨシ 役
- ケータイ刑事 銭形雷（2006年） - きんさん 役
- 3年B組金八先生（2007年）
- BLOODY MONDAY（2008年）
- 猟奇的な彼女（2008年）
- 闇金ウシジマくん（2010年） - 吉田テル子 役
- 刑事夫婦1（2014年） - 里谷トキ 役

フジテレビ
- 時にはいっしょに（1986年）
- ほんとにあった怖い話（2004年） - 謎の老女
- 笑顔をくれた君へ〜女医と道化師の挑戦〜（2008年）
- コード・ブルー -ドクターヘリ緊急救命-
  - 1st season 第1話（2008年7月3日） - 滝川の俳句仲間
  - 2nd season 第2話（2010年1月18日） - 患者
- あんみつ姫（2009年）
- 婚カツ!（2009年）
- ブザー・ビート〜崖っぷちのヒーロー〜（2009年）
- 任侠ヘルパー（2009年） - 松尾さん 役
- 夏の恋は虹色に輝く（2010年） - 北村ユキ 役
- 美しい隣人（2011年）
- 白衣のなみだ（2013年） - 東忠信の母 役
- 金曜エンタテイメント 「腕まくり看護婦物語1」（1993年） - 井上安子 役

テレビ朝日
- さすらい刑事旅情編（1989年）
- 愛と死を見つめて（2006年）
- パズル（2008年） - 中村うめ 役
- 名探偵の掟（2009年） - 三井カトリーヌ 役
- アンタッチャブル〜事件記者・鳴海遼子〜（2009年）
- ハガネの女 season2（2011年） - 坂本千代 役

テレビ東京
- 怨み屋本舗REBOOT（2009年） - 「ザ・ガレージショップ」のおばちゃん
- リバースエッジ 大川端探偵社（2014年） - 喋楽妻

### 映画
- みんな〜やってるか!（1995年） - ラブホテルのおばちゃん
- マルタイの女（1997年） - 大木珠男の母
- 2LDK（2003年）
- やじきた道中 てれすこ（2007年）
- ポストマン（2008年）
- GOEMON（2009年）
- ゼロの焦点（2009年）
- イエローキッド（2010年） - 田村澄代 役
- デンデラ（2011年） - 野坂サヨレ 役
- 高速ばぁば（2013年） - 高速ばぁば 役
- WOOD JOB! 〜神去なあなあ日常〜（2014年） - 飯田しげ 役

### バラエティー
- 理由ある太郎（2008年） - ナレーション
- 踊る!さんま御殿!!